# Букірасазі (комуна)
 Букірасазі — одна з комун провінції Гітега, у центральному Бурунді. Центр — однойменне містечко Букірасазі.